# Julius Martin Weißich
Julius Martin Weißich (* 10. November 1824 in Bückeburg; † 8. April 1898 in Hannover) war ein deutscher Jurist und Reichstagsabgeordneter.

## Leben
Als Sohn eines Hauptmanns und späteren Postmeisters der Thurn- und Taxisschen Post geboren, studierte Weißich nach dem Besuch des Gymnasiums in Bückeburg von 1844 bis 1849 in Jena und Heidelberg Rechtswissenschaften. Während seines Studiums wurde er 1844 Mitglied der Burschenschaft auf dem Burgkeller. Nach seinem Studium war er Amtsassessor in Stadthagen und später Oberlandesgerichtsrat.
Von 1867 bis 1874 war er Mitglied zuerst des Reichstags des Norddeutschen Bundes und dann des Deutschen Reichstags für die Nationalliberale Partei für den Reichstagswahlkreis Fürstentum Schaumburg-Lippe.